# Rally Sierra Morena
El Rally Sierra Morena es una prueba de rally que se celebra en Córdoba, (Andalucía), España, organizada por el Automóvil Club de Córdoba. La primera edición fue en el año 1978 y fue puntuable para el Campeonato de España de Rally en varias ocasiones. Desde 2021 forma parte del Súper Campeonato de España de Rally.

## Historia
La primera edición llevada a cabo por la Escudería Mezquita fue en 1978, puntuable para el campeonato de Andalucía, y dos años más tarde consigue entrar dentro del Campeonato de España. En el año 1990 es incluido dentro del Campeonato Europeo de Rally pero al año siguiente pierde estas dos distinciones y vuele a ser solamente puntuable para el campeonato andaluz. 
En 1993 es preinscrito para el Campeonato de España, categoría que consigue durante cuatro años. Entre 1999 y 2003 no se celebra la prueba hasta que en 2004 la escudería Rall Racing decide recuperar la prueba y consigue volver a incluirla dentro del campeonato nacional en el año 2008. Desde el año 2012 hasta la actualidad, es el Automóvil Club de Córdoba el encargado de su organización. En el año 2025 a vuelto a formar parte del Campeonato Europeo de Rally.

## Palmarés
| Año    | Edición                               | Piloto                                | Copiloto                              | Automóvil                             | Series                                |
| ------ | ------------------------------------- | ------------------------------------- | ------------------------------------- | ------------------------------------- | ------------------------------------- |
| 1978   | 1.º Rally Sierra Morena               | Teo Ibáñez                            | Juan de Dios Jiménez                  | SEAT 124                              |                                       |
| 1979   | 2.º Rally Sierra Morena               | José Luis Vilches                     | José Muñoz López                      | Alpine Renault A110-1600              |                                       |
| 1980   | 3.º Rally Sierra Morena               | Enrique Villar                        | Luis Javier Olmedo                    | Porsche 911 SC                        | España                                |
| 1981   | 4.º Rally Sierra Morena               | Jorge de Bagration                    | Víctor Sabater                        | Lancia Stratos HF                     | España                                |
| 1982   | 5.º Rally Sierra Morena               | Marc Etchebers                        | Mª Christine Etchebers                | Porsche 911                           | España                                |
| 1983   | 6.º Rally Sierra Morena               | Carlos Piñeiro                        | Carlos Orozco                         | Porsche 911 SC                        | España                                |
| 1984   | 7.º Rally Sierra Morena               | Antonio Zanini                        | Josep Autet                           | Ferrari 308 GTB                       | España                                |
| 1985   | 8.º Rally Sierra Morena               | Salvador Servià                       | Jordi Sabater                         | Lancia Rally 037                      | España                                |
| 1986   | 9.º Rally Sierra Morena               | Carlos Sainz                          | Antonio Boto                          | Renault 5 Maxi Turbo                  | España                                |
| 1987   | 10.º Rally Sierra Morena              | Borja Moratal                         | Alfredo Rodríguez                     | Peugeot 205 GTI                       | España                                |
| 1988   | 11.º Rally Sierra Morena              | Carlos Sainz                          | Luis Moya                             | Ford Sierra RS Cosworth               | España                                |
| 1989   | 12.º Rally Sierra Morena              | Josep Bassas                          | Antonio Rodríguez                     | BMW M3                                | España                                |
| 1990   | 13.º Rally Sierra Morena              | Jesús Puras                           | José Arrarte                          | Lancia Delta HF Integrale             | España, ERC                           |
| 1991   | 14.º Rally Sierra Morena              | Francisco Palomo                      | M. Santos                             | Peugeot 205 GTI                       |                                       |
| 1992   | 15.º Rally Sierra Morena              | Juan Antonio Tobaruela                | Juan García Cobler                    | Peugeot 309 GTI                       |                                       |
| 1993   | 16.º Rally Sierra Morena              | Rafael Palomares                      | José Ramos                            | Ford Sierra RS Cosworth               |                                       |
| 1994   | 17.º Rally Sierra Morena              | Luis Climent                          | José Antonio Muñoz                    | Opel Astra GSI 16v                    | CERA                                  |
| 1995   | 18.º Rally Sierra Morena              | Oriol Gómez                           | Marc Martí                            | Renault Clio Williams                 | CERA                                  |
| 1996   | 19.º Rally Sierra Morena              | Borja Moratal                         | Alfredo Rodríguez                     | Peugeot 306 Maxi                      | CERA                                  |
| 1997   | 20.º Rally Sierra Morena              | Jaime Azcona                          | Julius Billmaier                      | Peugeot 306 Maxi                      | CERA                                  |
| 1998   | 21.º Rally Sierra Morena              | Miguel Ángel Fuster                   | José Vicente Medina                   | Peugeot 106 Maxi                      |                                       |
| 2004   | 22.º Rally Sierra Morena              | Rafael Martínez Saco                  | Daniel García-Ibarrola                | Mitsubishi Lancer Evo VII             |                                       |
| 2005   | 23.º Rally Sierra Morena              | Rafael Martínez Saco                  | Rafael Marchena                       | Mitsubishi Lancer Evo VII             |                                       |
| 2006   | 24.º Rally Sierra Morena              | Juan Ángel Ruiz                       | Marcos Rumi                           | Subaru Impreza STi N10                |                                       |
| 2007   | 25.º Rally Sierra Morena              | Emilio Segura                         | Manuel García Espejo                  | Peugeot 206 S1600                     |                                       |
| 2008   | 26.º Rally Sierra Morena              | Enrique García Ojeda                  | Jordi Barrabés                        | Peugeot 207 S2000                     | CERA                                  |
| 2009   | 27.º Rally Sierra Morena              | Sergio Vallejo                        | Diego Vallejo                         | Porsche 997 GT3 RS 3.6                | CERA                                  |
| 2010   | 28º Rally Sierra Morena               | David Pérez                           | Alberto Chamorro                      | Peugeot 207 S2000                     | CERA                                  |
| 2011   | 29.º Rally Sierra Morena              | Sergio Vallejo                        | Diego Vallejo                         | Porsche 997 GT3 RS 3.6                | CERA                                  |
| 2012   | 30.º Rally Sierra Morena              | Miguel Ángel Fuster                   | Ignacio Aviño                         | Porsche 997 GT3 RS 3.6                | CERA                                  |
| 2013   | 31.er Rally Sierra Morena             | Surhayen Pernía                       | Juan Luis García                      | Mitsubishi Lancer Evo X               | CERA                                  |
| 2014   | 32.º Rally Sierra Morena              | Sergio Vallejo                        | Diego Vallejo                         | Porsche 997 GT3                       | CERA                                  |
| 2015   | 33.º Rally Sierra Morena              | Miguel Ángel Fuster                   | Ignacio Aviñó                         | Porsche 997 GT3                       | CERA                                  |
| 2016   | 34.º Rally Sierra Morena              | Cristian García Martínez              | Rebeca Liso                           | Mitsubishi Lancer Evo X               | CERA                                  |
| 2017   | 35.º Rally Sierra Morena              | Cristian García Martínez              | Rebeca Liso                           | Ford Fiesta R5                        | CERA                                  |
| 2018   | 36.º Rally Sierra Morena              | Miguel Ángel Fuster                   | Ignacio Aviñó                         | Ford Fiesta R5                        | CERA                                  |
| 2019   | 37.º Rally Sierra Morena              | Pepe López                            | Borja Rozada                          | Citroën C3 R5                         | CERA                                  |
| 2020   | Cancelado por la pandemia de COVID-19 | Cancelado por la pandemia de COVID-19 | Cancelado por la pandemia de COVID-19 | Cancelado por la pandemia de COVID-19 | Cancelado por la pandemia de COVID-19 |
| 2021   | 38.º Rally Sierra Morena              | José Antonio Suárez                   | Alberto Iglesias Pin                  | Škoda Fabia Rally2 evo                | S-CER, Copa                           |
| 2022   | 39.º Rally Sierra Morena              | Pepe López                            | Borja Rozada                          | Hyundai i20 N Rally2                  | S-CER                                 |
| 2023   | 40.º Rally Sierra Morena              | Jan Solans                            | Rodrigo Sanjuan de Eusebio            | Škoda Fabia RS Rally2                 | S-CER                                 |
| 2024   | 41.º Rally Sierra Morena              | Diego Ruiloba                         | Ángel Vela                            | Citroën C3 Rally2                     | S-CER                                 |
| 2025   | 42.º Rally Sierra Morena              | Nikolay Gryazin                       | Konstantin Aleksandrov                | Škoda Fabia RS Rally2                 | ERC                                   |
| Fuente |                                       |                                       |                                       |                                       |                                       |